# Герб Нидерландской Новой Гвинеи
Герб Нидерландской Новой Гвинеи (нид. Lambang Nieuw Guinea Belanda) — один из национальных символов Новой Гвинеи до вхождения в состав Индонезии. 

## Принятие
Герб был принят в 1961 году однопалатным представительским органом — Советом Новой Гвинеи.

## Дизайн
На щите изображен флаг «Утренняя звезда». Щит поддерживается двумя райскими птицами и окружен гирляндой из местных цветов, ниже щита находится лента, на которой начертан девиз на индонезийском языке «Setia, djudjur, Mesra».

## См.также
- Флаг «Утренняя звезда»
- Совет Новой Гвинеи
- Эмблема Папуа — Новой Гвинеи